# Eishō (impératrice)
Pour les articles homonymes, voir Eishō.
Titre
Impératrice consort du Japon
10 mars 1846 – 30 janvier 1867
(20 ans, 10 mois et 20 jours)

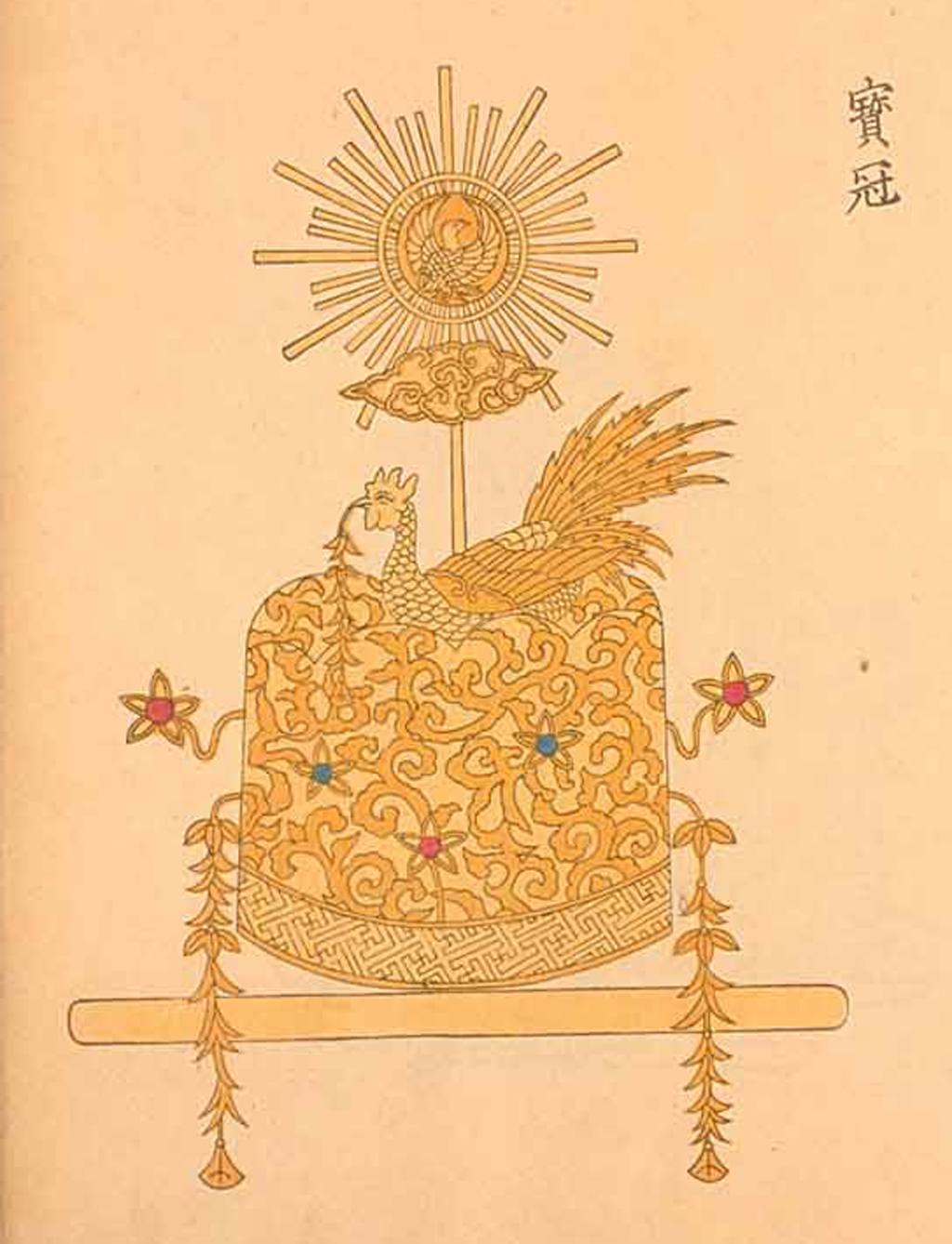
Cette image suggère un type de couronne formelle (hokan) qui aurait été portée par une consort impériale japonaise (publiée c. 1840).

L'impératrice douairière Eishō (英照皇太后, Eishō-kōtaigō), née le 11 janvier 1835 et morte 11 janvier 1897, est l'impératrice consort de l'empereur du Japon Kōmei . Elle est également connue sous le nom techniquement incorrect d'impératrice Eishō (英照皇后, Eishō-kōgō).

## Jeunesse

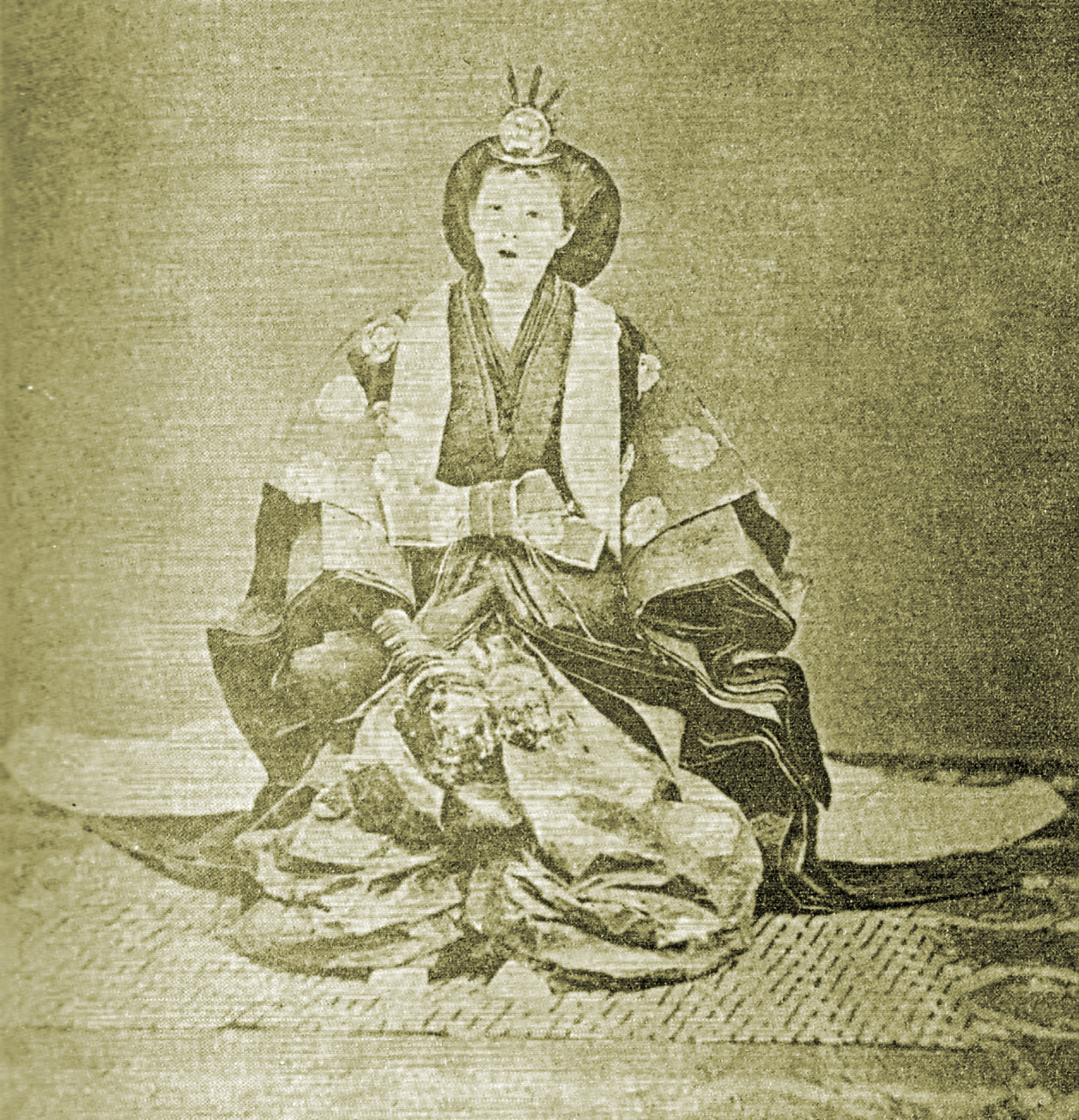
Asako Kujo

En tant que fille de Kujō Hisatada, ancien kanpaku, Kujō Asako pouvait s'attendre à une vie qui se déroulerait entièrement dans le cadre de la cour impériale mais elle ne pouvait pas prévoir les grands changements que les années apporteraient au cours de sa vie. À 13 ans, elle est fiancée au prince héritier Okihito. Lorsque l'empereur Ninkō meurt en 1846, l'empereur nouvellement couronné Kōmei la nomme Nyōgo, une position de consort de grand honneur à laquelle les princesses du sang sont nommées après l'époque de l'empereur Kanmu.

## Consort
Asako a deux filles qui toutes deux meurent en bas âge, mais elle devient la mère officielle de l'héritier de Kōmei, le prince Mutsuhito. Il développe un fort attachement affectif envers elle, élément particulièrement important dans la période agitée qui suit la mort inattendue de l'empereur Kōmei.

## Impératrice douairière
Peu après la mort de l'empereur Kōmei, l'empereur Meiji lui confère le titre d'impératrice douairière et elle reçoit un nom posthume pour accompagner son nouveau titre. Ceci est un geste très inhabituel et elle est par la suite connue sous le nom impératrice douairière Eishō (英照皇太后, Eishō kōtaigō). Ce nom posthume spécifique est tiré du titre d'un poème, « Wisteria pourpre au-dessus d'un profond bassin » par un poète de la dynastie Tang et cela est jugé approprié pour une fille de la famille Kūjo qui fait partie du clan Fujiwara (« Champs de wistéria »).  
Lorsque la cour impériale de l'ère Meiji déménage de Kyoto à Tokyo, elle la suit et réside d'abord au palais d'Akasaka puis au palais d'Aoyama.
L'impératrice douairière meurt en 1897 à 62 ans ; elle est enterrée au Sennyū-ji, situé dans l'arrondissement Higashiyama-ku de la ville de Kyoto. Sa mémoire est honorée officiellement au mausolée de son mari à Kyoto appelé Nochi-no-tsukinowa no higashiyama no misasagi.
Franz Eckert compose Trauermarsch (« Grand deuil », marche de funérailles ou Kanashimi no kiwami) pour les funérailles de l'impératrice douairière Eishō.
L'empereur Meiji et sa femme ne peuvent assister aux funérailles mais se rendent à Kyoto pour lui rendre hommage sur sa tombe au printemps suivant sa mort.

## Source de la traduction
- (en) Cet article est partiellement ou en totalité issu de l’article de Wikipédia en anglais intitulé « Empress Eishō » (voir la liste des auteurs).